# Eilema incertula
Eilema incertula är en fjärilsart som beskrevs av De Toulgoët 1972. Eilema incertula ingår i släktet Eilema och familjen björnspinnare. Inga underarter finns listade i Catalogue of Life.